# El Vicenç
El Vicenç és un monument del municipi de les Masies de Roda (Osona) protegit com a bé cultural d'interès local.

## Descripció
Masia orientada a ponent. Presenta una planta de tipus rectangular, amb la façana a la part de l'aiguavés, amb el portal d'entrada de forma rectangular. A la part dreta de la casa s'hi annexionen unes galeries on les arcades de la part baixa són de pedra vista i obertes, mentre que les de la part superior són cobertes. Al davant es forma un petit jardí que condueix a l'església de Sant Miquel de guàrdia. A la part posterior de la casa hi ha balcons. A la part esquerra de la façana hi ha una eixida que correspon al primer pis, on s'observa un pou i una cisterna. La casa té finestres que marquen la forma goticitzant. Enfront de la casa hi ha una masoveria, ara destinada només a dependències agrícoles. La construcció és de pedra arrebossada.

## Història
Masia situada al puig de la Guàrdia i al costat de l'església de Sant Miquel, que ha rebut aquest nom. Les notícies de l'església es remunten al 1012, i al segle xiv apareix com a sufragània de Roda de Ter. La història del Vicenç deu anar lligada a la de l'església. És un antic mas que ha sofert diferents reformes, les més notables daten, com és freqüent, del segle xviii, època en què també es reformà l'església. El portal d'entrada data de 1587 i el de la masoveria el 1632.